# Boris Anrep

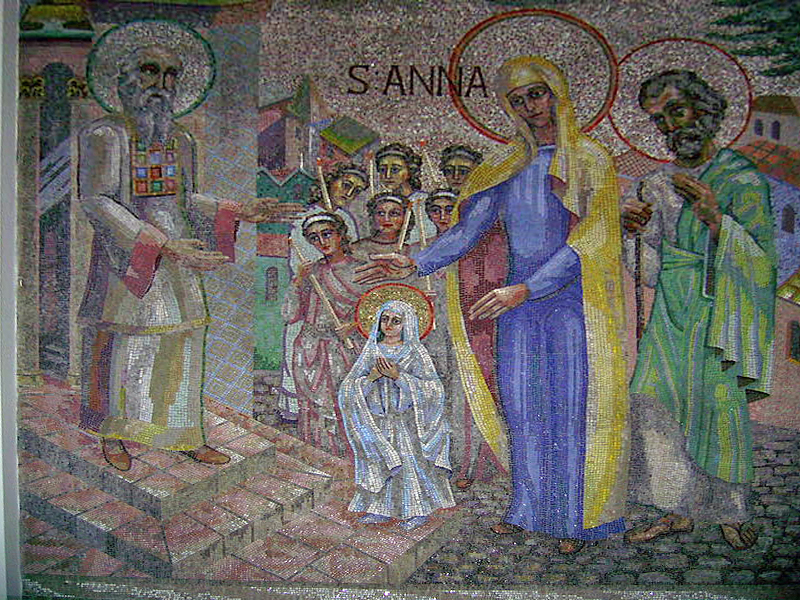
Mozaika przedstawiająca św. Annę

Boris Anrep, ur. 27 września 1883 w Sankt Petersburgu, zm. 7 czerwca 1969) – rosyjsko-brytyjski artysta, mozaicysta, związany z Bloomsbury Group. 
Jego dzieła znajdują się w National Gallery w Londynie, Katedrze Westminsterskiej, Bank of England, katedrze Mullingar. Przyjaźnił się z Anną Achmatową i Nikołajem Gumilowem. 